# Hermann Graf (Jagdflieger)

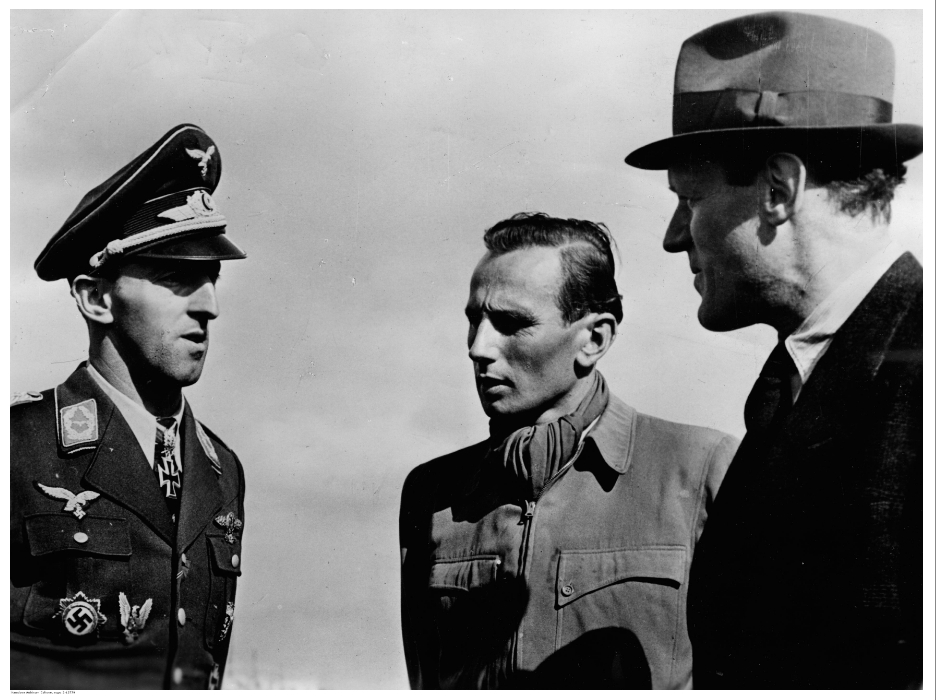
Major Hermann Graf (links) im Gespräch mit Willy Messerschmitt (rechts) und Geschwindigkeitsweltrekord-Inhaber Fritz Wendel (Mitte) in Augsburg, Oktober 1942

Hermann Graf (* 24. Oktober 1912 in Engen; † 4. November 1988 ebenda) war ein deutscher Jagdflieger. Er diente in der Luftwaffe im Zweiten Weltkrieg, zuletzt im Range eines Obersten. Bei 830 Einsätzen schoss er 212 feindliche Flugzeuge ab.

## Leben und Wirken

### Jugend
Der unbegütert aufgewachsene Hermann Anton Graf war Sohn des Bauern Wilhelm Graf (1878–1937, Artillerist mit Eisernem Kreuz im Ersten Weltkrieg) und seiner Frau Maria, geborene Sailer (1877–1953). Nach Wilhelm Wilhelm (1904–1981) und Josef Wilhelm (1909–1981) war er das letzte der drei Kinder der Familie. Nach der Volksschule machte er ab dem 13. Lebensjahr eine Schlosserlehre bei einer örtlichen Fabrik. Später wurde er Grundbuchbeamter.
In seiner Jugend war er begeisterter Fußballer. Zuerst spielte er beim örtlichen Verein DJK Engen, später wurde er Torwart beim FC Höhen. Er wurde als gut genug befunden, mit anderen Jungtalenten an Trainingseinheiten mit Ex-Nationalspieler Sepp Herberger, späterer Weltmeistertrainer, teilzunehmen. Ein Daumenbruch setzte seinen Hoffnungen, als Fußballer etwas zu erreichen, ein Ende.
Die Segelfliegerei wurde zu seinem neuen Hobby. Nachdem er alle Segelfliegerprüfungen bestanden hatte, wurde er 1939 zur Wehrmacht eingezogen.

### Zweiter Weltkrieg

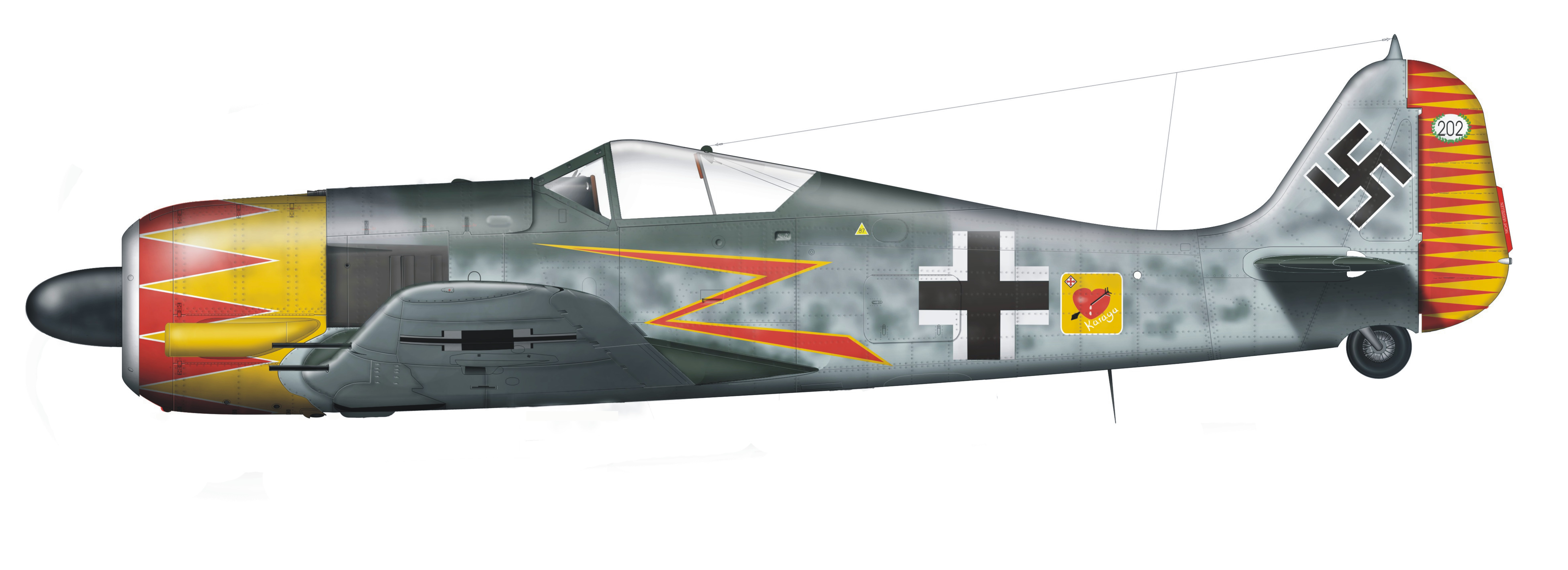
Focke-Wulf Fw 190 A5/U7 geflogen von Graf in Südfrankreich 1943

Im April 1939 machte er einen Unteroffizierslehrgang. Im Frühjahr 1940 wurde Graf ins Jagdgeschwader 51 versetzt. Während des Krieges gegen Frankreich vom 10. Mai bis 25. Juni 1940 flog er 21 Einsätze, ohne einen einzigen Schuss abzufeuern. Er war im April 1941 über Griechenland und über Kreta bei Luftlandeschlacht um Kreta im Einsatz und hatte bei 50 Einsätzen keinen Abschuss eines Feindflugzeuges. Erst am 4. August 1941 erzielte er seinen ersten Abschuss eines feindlichen Flugzeuges in der Nähe von Kiew an der Ostfront. Nachdem in der Folge die Zahl seiner Luftsiege schnell anstieg, wurde er im Dezember 1941 zum Leutnant der Reserve befördert und erhielt den Ehrenpokal der Luftwaffe. Ende Januar 1942 erhielt Graf für 45 Abschüsse das Ritterkreuz des Eisernen Kreuzes verliehen. Im März 1942 wurde er Staffelkapitän im Jagdgeschwader 52.
Im Mai 1942 konnte er seinen 100. Luftsieg melden und erhielt dafür das Eichenlaub, zwei Tage später wurden ihm die Schwerter verliehen. Am 9. September 1942 gelang Graf der Abschuss des 172. Feindflugzeuges, eine damals noch nicht erreichte Marke, die zur Verleihung der Brillanten führte. Damit war er der fünfte Soldat der Wehrmacht, dem diese Auszeichnung verliehen wurde. Als erster Jagdflieger der Welt erreichte er 200 Luftsiege, als er am 26. September 1942 über dem Flugplatz Pitomnik bei der Schlacht von Stalingrad seinen 200. bis 202. Gegner abschoss. Darauf wurde er zum Hauptmann befördert. Er wurde im Deutschen Reich in der Folge von der Propaganda besonders hervorgehoben. Es erschienen Berichte über Graf in Zeitungen und Illustrierten, und er wurde auf Vortragstournee im Reich geschickt. Im Jahr 1942 wurde Graf fünfmal im Wehrmachtbericht namentlich aufgeführt, und zwar am 3. Mai, 15. Mai, 5. September, 22. September und 27. September.
Nach einer schweren Verwundung in einem Luftkampf Ende des Jahres 1942 wurde er in der Genesungsphase zum Kommandeur der Jagdflieger-Ergänzungsgruppe Ost ernannt.

### Geschwaderkommodore
Im März 1943 stellte er das Jagdgeschwader 50 auf, das er bis zum September 1943 führte. Im September 1943 wechselte er als Kommodore zum Jagdgeschwader 11. Hier erzielte er zehn bestätigte Abschüsse gegen viermotorige Bomber vom Typ B-17 und B-24. Am 29. März 1944 schoss Graf zwei schwere Bomber ab, wurde dann aber von einer P-51 angegriffen. Da er keine Munition mehr hatte, rammte er die gegnerische Maschine, rettete sich schwer verletzt mit dem Fallschirm und verbrachte im Anschluss sechs Monate im Lazarett. Dies war sein 212. und gleichzeitig letzter bestätigter Luftsieg, wobei indes noch weitere offiziell unbestätigte folgten.
Nach weiteren Beförderungen wurde Graf Ende September 1944 Kommodore seines Jagdgeschwaders 52, zuletzt im Rang eines Obersten. In dieser Funktion beteiligte er sich im Januar 1945 an der sogenannten Meuterei der Jagdflieger gegen Reichsmarschall Hermann Göring unter Führung von Oberst Günther Lützow, die am 19. Januar 1945 im Haus der Flieger in Berlin in einer dramatischen Aussprache mit Göring kulminierte. Er bekam danach als Teilnehmer an dieser (in den Augen Görings) Meuterei Startverbot, flog aber trotzdem. Keiner verriet ihn. Seine Abschüsse konnten natürlich nicht mehr an das Oberkommando der Luftwaffe gemeldet werden.

### Fußballmannschaft „Rote Jäger“
Wie bereits oben erwähnt, war Graf ein begeisterter Fußballspieler und gründete während des Krieges eine im Dritten Reich populäre Fußballmannschaft, die „Roten Jäger“, für die bekannte Spieler wie Fritz Walter und Hermann Eppenhoff an den jeweiligen Standort seines Geschwaders, oft auf Empfehlung des späteren Bundestrainers Sepp Herberger, der teilweise auch den Trainer abgab, abkommandiert wurden. Sein Kamerad Günther Rall schreibt in seinen Memoiren, dass Graf sich bei einem Fußballspiel den Kiefer verletzte, was dazu führte, dass man ihn oft nur schwer verstehen konnte.

### Kriegsende

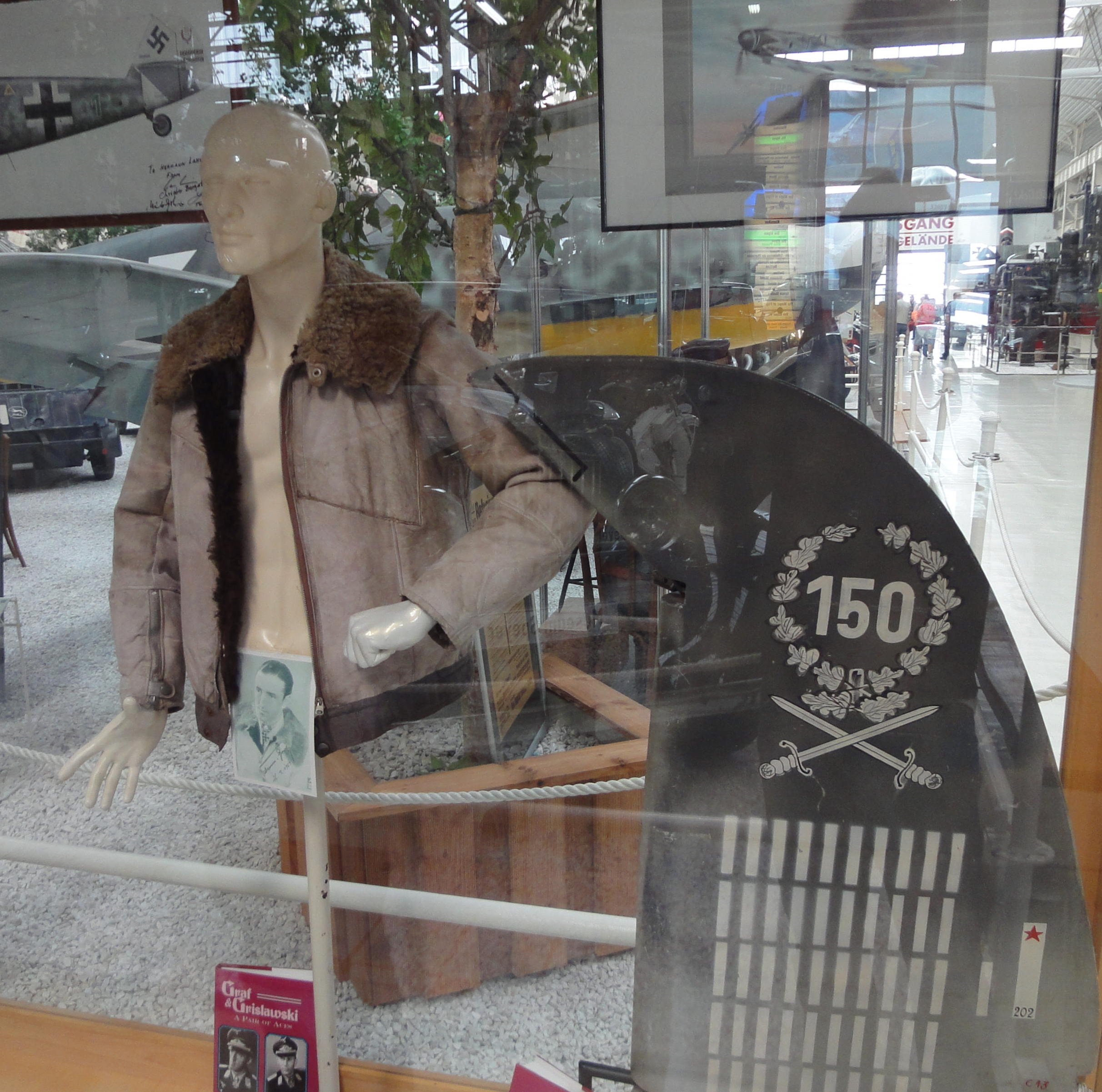
Hermann Grafs Lammfelljacke und das Seitenruder der von ihm geflogenen Bf 109 im Technikmuseum Speyer

Gegen Ende des Kriegs marschierte er mit seiner Jagdstaffel Richtung Westen. Er wurde von amerikanischen Truppen gefangen genommen und an die Sowjetunion ausgeliefert. 1950 kam er aus sowjetischer Kriegsgefangenschaft frei.
Er distanzierte sich in der Gefangenschaft von den Verbrechen des Hitlerregimes und erklärte, der Krieg sei ein Fehler gewesen, da er den Morden der Einsatzgruppen der Sicherheitspolizei und des SD Vorschub geleistet habe. Wegen dieser Äußerungen kam es später zum Ausschluss aus dem Kameradschaftsbund der Jagdflieger.
Nicht mit den üblichen Seilschaften verbunden, fand Graf es schwierig, sich im Nachkriegsdeutschland zu etablieren. Auf Bitte von Sepp Herberger stellte der Neusser Unternehmer Roland Endler – Branche Schweißtechnik, später Präsident beim FC Bayern und in den 1960er Jahren Organisator beim brasilianischen Weltklasseverein um Pelé, FC Santos – den aus der Kriegsgefangenschaft heimgekehrten Graf als Verkäufer in seiner Stuttgarter Niederlassung ein, wo er letztendlich zum Leiter aufstieg.
Graf war dreimal verheiratet, unter anderem von 1944 bis 1949 mit der Schauspielerin Jola Jobst, und hatte einen Sohn und eine Tochter. 1965 wurde die Parkinson-Krankheit bei ihm festgestellt.

## Auszeichnungen
- Eisernes Kreuz (1939) II. Klasse 1940
- Eisernes Kreuz (1939) I. Klasse 1941
- Ehrenpokal für besondere Leistung im Luftkrieg am 15. Dezember 1941
- Ritterkreuz des Eisernen Kreuzes mit Eichenlaub, Schwertern und Brillanten
  - Ritterkreuz am 24. Januar 1942
  - Eichenlaub am 17. Mai 1942 (93. Verleihung)
  - Schwerter am 19. Mai 1942 (11. Verleihung)
  - Brillanten am 16. September 1942 (5. Verleihung)
- Deutsches Kreuz in Gold am 15. April 1942
- Frontflugspange in Gold